# بانتیگر
بانتیگر (به لاتین: Bantiger) یک کوه در سوئیس است که در کانتون برن واقع شده‌است. بانتیگر ۹۴۷ متر بالاتر از سطح دریا واقع شده‌است.